# Partecipanti al Giro di Norvegia 2024
Elenco dei partecipanti al Giro di Norvegia 2024.
Il Giro di Norvegia 2024 è stata la tredicesima edizione della corsa. Alla competizione presero parte diciassette squadre: sette con licenza UCI World Tour 2024, sei dell'UCI ProTeam, tre UCI Continental Team e una selezione nazionale.
Accreditati alla partenza 101 ciclisti.

## Corridori per squadra
Nota: R ritirato, NP non partito, FT fuori tempo, SQ squalificato
| Ineos Grenadiers        | Ineos Grenadiers        | Ineos Grenadiers        | Alpecin-Deceuninck    | Alpecin-Deceuninck     | Alpecin-Deceuninck    | Bora-Hansgrohe            | Bora-Hansgrohe            | Bora-Hansgrohe            |
| ----------------------- | ----------------------- | ----------------------- | --------------------- | ---------------------- | --------------------- | ------------------------- | ------------------------- | ------------------------- |
| N°                      | Ciclista                | Clas.                   | N°                    | Ciclista               | Clas.                 | N°                        | Ciclista                  | Clas.                     |
| 1                       | Ethan Hayter            | 7°                      | 11                    | Juri Hollmann          | 33°                   | 21                        | Alexander Hajek           | 21°                       |
| 2                       | Andrew August           | 25°                     | 12                    | Jason Osborne          | R 4ª                  | 22                        | Emil Herzog               | 53°                       |
| 3                       | Kim Heiduk              | 60°                     | 13                    | Axel Laurance          | 1°                    | 23                        | Jordi Meeus               | 84°                       |
| 4                       | Salvatore Puccio        | 37°                     | 14                    | Luca Vergallito        | 12°                   | 24                        | Cesare Benedetti          | 55°                       |
| 5                       | Óscar Rodríguez         | 6°                      | 15                    | Ramses Debruyne        | 78°                   | 25                        | Ben Zwiehoff              | 16°                       |
| 6                       | Elia Viviani            | 73°                     | 16                    | Toon Vandebosch        | 47°                   |                           |                           |                           |
| Intermarché-Wanty       | Intermarché-Wanty       | Intermarché-Wanty       | Lidl-Trek             | Lidl-Trek              | Lidl-Trek             | Team DSM-Firmenich PostNL | Team DSM-Firmenich PostNL | Team DSM-Firmenich PostNL |
| N°                      | Ciclista                | Clas.                   | N°                    | Ciclista               | Clas.                 | N°                        | Ciclista                  | Clas.                     |
| 31                      | Huub Artz               | 11°                     | 41                    | Dario Cataldo          | 95°                   | 51                        | Pavel Bittner             | 71°                       |
| 32                      | Francesco Busatto       | 34°                     | 42                    | Fabio Felline          | 54°                   | 52                        | Romain Combaud            | 69°                       |
| 33                      | Gerben Kuypers          | 81°                     | 43                    | Jacopo Mosca           | 88°                   | 53                        | Sean Flynn                | 56°                       |
| 34                      | Lorenzo Rota            | 27°                     | 44                    | Thibau Nys             | 17°                   | 54                        | Tim Naberman              | 93°                       |
| 35                      | Rein Taaramäe           | 29°                     | 45                    | Natnael Tesfatsion     | 41°                   | 55                        | Timo Roosen               | R 1ª                      |
| 36                      | Gijs Van Hoecke         | 62°                     | 46                    | Mathias Vacek          | 4°                    | 56                        | Martijn Tusveld           | 31°                       |
| Team Visma-Lease a Bike | Team Visma-Lease a Bike | Team Visma-Lease a Bike | Bingoal WB            | Bingoal WB             | Bingoal WB            | Q36.5 Pro Cycling Team    | Q36.5 Pro Cycling Team    | Q36.5 Pro Cycling Team    |
| N°                      | Ciclista                | Clas.                   | N°                    | Ciclista               | Clas.                 | N°                        | Ciclista                  | Clas.                     |
| 61                      | Per Strand Hagenes      | 58°                     | 71                    | Sasha Weemaes          | 99°                   | 81                        | Carl Fredrik Hagen        | 10°                       |
| 62                      | Tijmen Graat            | 19°                     | 72                    | Floris De Tier         | 15°                   | 82                        | Negasi Haylu Abreha       | 92°                       |
| 63                      | Koen Bouwman            | 14°                     | 73                    | Lucas Jacques          | 42°                   | 83                        | Walter Calzoni            | 52°                       |
| 64                      | Menno Huising           | 64°                     | 74                    | Lennert Teugels        | 72°                   | 84                        | Marcel Camprubi           | 61°                       |
| 65                      | Bart Lemmen             | 2°                      | 75                    | Marco Tizza            | 76°                   | 85                        | Filippo Conca             | 20°                       |
| 66                      | Wout Van Aert           | 66°                     | 76                    | Loïc Vliegen           | 75°                   | 86                        | Kamil Małecki             | 70°                       |
| TDT-Unibet              | TDT-Unibet              | TDT-Unibet              | Team Flanders-Baloise | Team Flanders-Baloise  | Team Flanders-Baloise | Tudor Pro Cycling Team    | Tudor Pro Cycling Team    | Tudor Pro Cycling Team    |
| N°                      | Ciclista                | Clas.                   | N°                    | Ciclista               | Clas.                 | N°                        | Ciclista                  | Clas.                     |
| 91                      | Owen Geleijn            | 57°                     | 101                   | Kamiel Bonneu          | 9°                    | 111                       | Marco Brenner             | 5°                        |
| 92                      | Baptiste Huyet          | 48°                     | 102                   | Arno Claeys            | 50°                   | 112                       | Jacob Eriksson            | 82°                       |
| 93                      | Jelle Johannink         | 89°                     | 103                   | Lars Craps             | 18°                   | 113                       | Lucas Eriksson            | 46°                       |
| 94                      | Adrien Maire            | 13°                     | 104                   | Elias Maris            | 28°                   | 114                       | Sébastien Reichenbach     | 22°                       |
| 95                      | Abram Stockman          | 44°                     | 105                   | Vincent Van Hemelen    | 26°                   | 115                       | Hannes Wilksch            | 86°                       |
| 96                      | Adam Ťoupalík           | 45°                     | 106                   | Dylan Vandenstorme     | 36°                   | 116                       | Luc Wirtgen               | 67°                       |
| Uno-X Mobility          | Uno-X Mobility          | Uno-X Mobility          | ATT Investments       | ATT Investments        | ATT Investments       | Project Echelon Racing    | Project Echelon Racing    | Project Echelon Racing    |
| N°                      | Ciclista                | Clas.                   | N°                    | Ciclista               | Clas.                 | N°                        | Ciclista                  | Clas.                     |
| 121                     | Alexander Kristoff      | 65°                     | 131                   | Karel Camrda           | 35°                   | 141                       | Sam Boardman              | 96°                       |
| 122                     | Idar Andersen           | 40°                     | 132                   | Jakub Otruba           | 23°                   | 142                       | Laurent Gervais           | 63°                       |
| 123                     | Fredrik Dversnes        | 30°                     | 133                   | Filip Řeha             | 80°                   | 143                       | Scott McGill              | 87°                       |
| 124                     | Magnus Cort Nielsen     | 8°                      | 134                   | Matthias Schwarzbacher | 83°                   | 144                       | Brendan Rhim              | 77°                       |
| 125                     | Ådne Holter             | 3°                      | 135                   | Matúš Štoček           | 97°                   | 145                       | Hugo Scala                | 98°                       |
| 126                     | Anders Skaarseth        | 68°                     | 136                   | Šimon Vaníček          | 90°                   | 146                       | Tyler Stites              | 38°                       |
| Team Coop–Repsol        | Team Coop–Repsol        | Team Coop–Repsol        | Selezione norvegese   | Selezione norvegese    | Selezione norvegese   |                           |                           |                           |
| N°                      | Ciclista                | Clas.                   | N°                    | Ciclista               | Clas.                 |                           |                           |                           |
| 151                     | André Drege             | 43°                     | 161                   | Eirik Vang Aas         | 74°                   |                           |                           |                           |
| 152                     | Storm Ingebrigtsen      | 59°                     | 162                   | Trym Brennsæter        | 39°                   |                           |                           |                           |
| 153                     | Kalle Kvam              | 51°                     | 163                   | Henrik Teslo Fjellheim | 24°                   |                           |                           |                           |
| 154                     | Johan Ravnøy            | 94°                     | 164                   | S. Evertsen-Hegreberg  | 49°                   |                           |                           |                           |
| 155                     | H. Utengen Sandstad     | 85°                     | 165                   | Jesper Stiansen        | 79°                   |                           |                           |                           |
| 156                     | Anton Stensby           | 32°                     | 166                   | Kristoffer Skjerping   | 91°                   |                           |                           |                           |